# 陸思鐸
陆思铎（890年—943年），五代十国后梁、后唐、后晋官员，澶州临黄（今河南省今范县新城区南2公里）人。
他的父亲陆再端，赠光禄卿。陆思铎有武勇，朱温领四镇，隶于麾下为宣武军卒。朱温即位后，授广武都指挥使，历任突阵、拱辰军使，积前后功劳，官至檢校司徒、拱辰左厢都指挥使，遥领恩州刺史。梁军与晋王对垒于黄河上，陆思铎善射，在箭上刻有自己姓名，一天射中晋王李存勖马鞍，李存勖拔箭看到陆思铎姓名，于是记住了。唐庄宗李存勖灭梁，陆思铎来降，庄宗拿出箭给他看，陆思铎伏地请死，庄宗任命他为龙武右厢都指挥使，加检校太保。天成年间，为深州刺史，改任雄捷右厢马军都指挥使。参与征伐荆南，高季兴以水军拒战，陆思铎发箭中敌，则穿胸达掖，于是敌军不敢轻进。石敬瑭即位，拜陈州刺史，秩满，历任左神武、羽林二统军，出为蔡州刺史，秩满回京。天福八年（943年），因病去世，时年五十四岁。陆思铎在陈州，有惠政，临终对其诸子说：“我死葬于宛丘，使我栖魂在所治之地。”于是葬于陈州。